# The Loneliest Link in a Very Strange Chain: In Memory of Jhonn Balance and Coil
The Loneliest Link in a Very Strange Chain: In Memory of Jhonn Balance and Coil – dwupłytowy tribute album zawierający covery utworów grupy Coil i utwory inspirowane jej twórczością, wydany w 2005 roku w limitowanym nakładzie 300 egzemplarzy.

## Lista utworów

### CD1
1. Black Sun Productions –; "Johnny Over the Sea" (8:04)
2. 3z13 – "Guidance Casualty" (4:26)
3. S. Everroad – "Coiled & Vulpine" (3:14)
4. Blackcell – "Teenage Lightning" (5:25)
5. Ford Proco – "Boy In A Suitcase" (2:18)
6. Wang Inc. – "Decadent & Symetrical" (4:24)
7. Point Loma – "Snow" (4:16)
8. Bagual – "Aguas Negras" (5:20)
9. NOT – "The Dark Age of Love" (3:15)
10. Drubh – "Are You Shivering?" (5:58)
11. Secret Killer of Names – "Spastiche" (4:26)
12. Information Terror Transmissions – "Bkeaelsptoin" (4:14)
13. Mort Douce – "Halliwell Hammers Remix" (5:45)
14. Tactile – "The Boy Who Loved Trees" (4:45)
15. Kobe – "I Am Liquified" (3:14)

### CD2
1. Ezra Nye – "Solar Lodge" (6:34)
2. Gydja – "Into the Sea" (6:56)
3. Kuxaan Sum – "Snow (Sickserpent)" (6:17)
4. Moron Aura – "Radial Rectum I" (2:50)
5. Harvest – "Sewn Happiness" (3:33)
6. The Insektys Isotope – "Wounded Galaxy (Amethyst Shift)" (4:01)
7. Infinity Transmitter – "Beautiful Catastrophe" (8:32)
8. The Slavestate Sound System – "Copal (Full Fist)" (13:07)
9. Dropstar – "Prometus" (3:21)
10. Jowonio Productions – "Moonbox" (8:04)
11. Information Terror Transmissions – "Lseunmtmiecr" (2:23)
12. Moron Aura – "Radial Rectum II" (1:23)
13. Pentalith – "Boy in a Suitcase (One Hour Travel Mix)" (3:41)
14. Ovmujyo – "Transmarginal Paraphiliac" (7:26)
15. Kilgore Trout – "La Laurie in New Orleans" (3:44)
16. Eugene Escutcheon – "Crumb Time" (3:44)